# Superburbuja

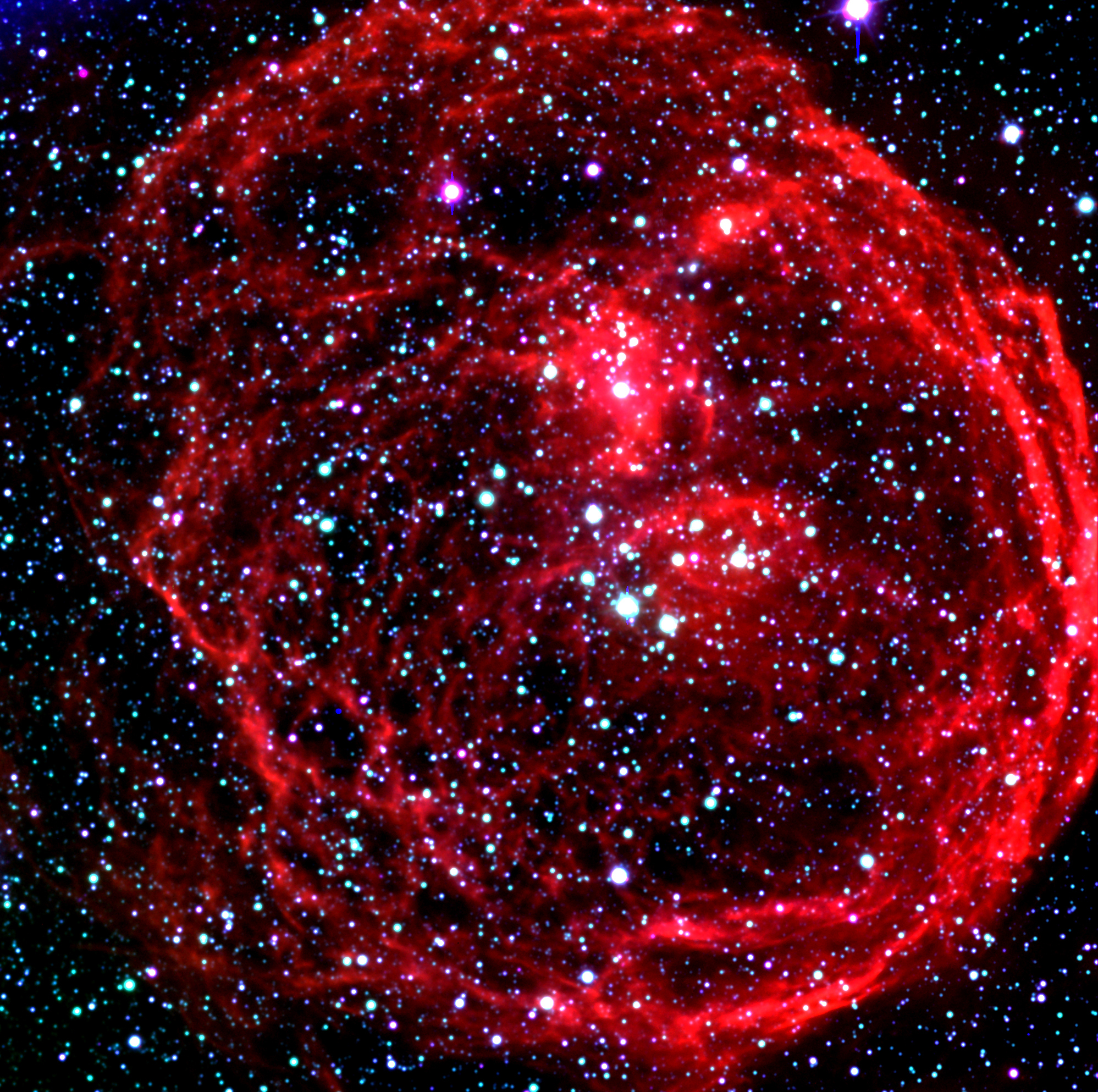
La superburbuja Henize 70, también conocida como N70 o DEM301, en la Gran Nube de Magallanes.

Superburbuja es el término astronómico utilizado para describir una cavidad de cientos de años luz de diámetro llena de gas de 106 K soplado en el medio interestelar por las supernovas y los vientos estelares múltiples. El sistema solar se encuentra cerca del centro de una superburbuja vieja, conocido como Burbuja Local, cuyos límites pueden ser rastreados por un aumento repentino de la extinción por polvo de estrellas a distancias superiores a unos pocos cientos de años luz.

## Formación
Las estrellas más masivas, con masas que van desde ocho a un centenar de masas solares y los tipos espectrales O y B se encuentran generalmente en grupos llamados asociaciones OB. Las estrellas O masivas tienen fuertes vientos estelares, y todas estas estrellas explotan como supernovas al final de su vida.
Los vientos más fuertes estelares liberan energía cinética de 1051 ergios (1044 J), equivalente a una explosión de supernova. Estos vientos pueden soplar vientos estelares que benefician la formación de burbujas de decenas de años luz. Las explosiones de supernova, de manera similar, crean ondas de choque que puede llegar a tamaños aún más grandes, con velocidades de expansión de hasta varios cientos de km s-1. 
Las estrellas en asociaciones OB no están gravitacionalmente unidas, pero solo se alejan a velocidades de alrededor de 20 km s-1. Como resultado, la mayoría de sus explosiones de supernova se producen dentro de la cavidad tallada por las burbujas de fuerte viento estelar. Nunca se forman restos visibles de una supernova, pero, en vez, depositan eficientemente su energía dentro del interior caliente como ondas de sonido. Superburbujas suficientemente grandes pueden soplar por completo a través del disco galáctico, liberando su energía dentro de un envolvente halo galáctico o, incluso, en el medio intergaláctico.
El gas interestelar barrido por superburbujas generalmente frías, forman una capa densa alrededor de la cavidad. Estos depósitos se observaron por primera vez en la línea de emisión en veintiún centímetros desde el hidrógeno, lo que lleva a la formulación de la teoría de la formación de superburbuja. También se observó de la emisión de rayos X de su interior caliente, en la línea de emisión óptica de sus conchas ionizadas, y una continua emisión de rayos infrarrojo del polvo arrastrado por sus conchas. Los rayos X y las emisiones visibles se observan típicamente en las superburbujas más jóvenes, mientras que los mayores, los objetos más grandes visto en veintiún centímetros, incluso pueden resultar de la combinación de múltiples superburbujas, por lo que a veces se distingue por llamarlos superconchas.

## Ejemplos de superburbujas
- Henize 70[1]
- Burbuja Local, que contiene el Sistema Solar.
- Anillo de Monogema[8]
- Superburbuja N44[9]
- Superburbuja de Ofiuco[10][11]
- La superburbuja de Scutum
- Superburbuja de Orión-Eridanus